# 金杉弘子
金杉 弘子（かなすぎ ひろこ）は、日本の脚本家。東京都出身。日本脚本家連盟会員。

## 概要
元はバラエティ番組やラジオ番組の構成作家。2001年にテレビドラマ『やっぱり猫が好き』新作2001で脚本家デビュー。映画やアニメ、テレビドラマの脚本をはじめ、ラジオ、こども幼児番組、作詞も行うなど、幅広く活躍するマルチなライターである。アニメ『ジュエルペット』シリーズでは、専属的に脚本を担当していた。
『おかあさんといっしょ』では人形劇『ポコポッテイト』の原作を手掛け、ほぼ全楽曲の作詞も担当。
その前作『モノランモノラン』にも脚本の一人として参加し、オープニングテーマや一部の挿入歌の作詞も担当している。

## 参加作品

### 映画脚本
2006年
- LOVE MY LIFE
- CROSS CHORD

2007年
- きみにしか聞こえない
- スキトモ
- タクミくんシリーズ そして春風にささやいて

2008年
- カフェ代官山〜Sweet Boys〜
- カフェ代官山II〜夢の続き〜
- teddy bear

2009年
- カフェ代官山III〜それぞれの明日〜
- タクミくんシリーズ 虹色の硝子
- タクミくんシリーズ 美貌のディテイル
- カフェ・ソウル

2010年
- タクミくんシリーズ ピュア～Pure～
- 愛の言霊～世界の果てまで～

2011年
- タクミくんシリーズ あの、晴れた青空
- ほしのふるまち

2012年
- FASHION STORY -Model-

2013年
- 僕たちの高原ホテル
- ヨコハマ物語

2015年
- 宇田川町で待っててよ。（7月25日公開）
- キリングカリキュラム　人狼処刑ゲーム序章

2017年
- 桃とキジ

2019年
- ライフ・オン・ザ・ロングボード 2nd Wave
- 劇場版 広告会社、男子寮のおかずくん

2022年
- ビットワールド　ミュージカル！名作くんといっしょ～ナント！里見八犬伝～
- 海岸通りのネコミミ探偵

2023年
- タクミくんシリーズ　長い長い物語の始まりの朝。
- オレンジ・ランプ

### テレビドラマ脚本
2002年
- ラブコレ（テレビ朝日）

2003年
- OL銭道（テレビ朝日）

2004年
- エースをねらえ! （テレビ朝日）
- ディビジョン1『勝負下着』（フジテレビ）
- 天才てれびくんMAX天てれドラマ（NHK教育）
  - 『ぼくがぼくであること』『3日前のぼくに…』『月曜日がこない』『予報チャンネル』『私のしっぽ』『不思議なフシギなしあわせクッキー』『ど根性タケノコ』『エリーの黒電話』…他多数

2005年
- いい男はマーケティングで見つかる（日本テレビ） - 共同脚本

2007年
- コイバナ（テレビ朝日）
- 翼の折れた天使たち 第5夜～商品～（フジテレビ）

2008年
- 東京ゴースト・トリップ（MXテレビ他）
- 世にも奇妙な物語（フジテレビ）
  - 春の特別編『透き通った一日』
  - 秋の特別編『ボディレンタル』

2017年
- もひかん家の家族会ぎ

2019年
- 広告会社、男子寮のおかずくん

2022年
- 不幸くんはキスするしかない！

2023年
- その結婚、正気ですか？

2024年
- コスメティック・プレイラバー

2025年
- タクミくんシリーズ －Drama－

### 脚本協力
- 天花（2004年、NHK連続テレビ小説）
- 篤姫（2008年、NHK大河ドラマ） - 31話、33話

### アニメ脚本
2009年
- ヒゲぴよ
- 毎日かあさん

2011年
- ジュエルペット サンシャイン

2012年
- ジュエルペット きら☆デコッ!

2013年
- ジュエルペット ハッピネス
- 俺の脳内選択肢が、学園ラブコメを全力で邪魔している（シリーズ構成）
- ぎんぎつね

2014年
- レディ ジュエルペット

2015年
- DIABOLIK LOVERS MORE,BLOOD（シリーズ構成）
- プリパラ（2015年 - 2017年）

2016年
- 血液型くん4
- 最弱無敗の神装機竜
- 初恋モンスター（シリーズ構成）
- 斉木楠雄のΨ難
- 美男高校地球防衛部LOVE!LOVE!
- タイムボカン24（2016年 - 2017年）
- モンスターハンター ストーリーズ RIDE ON（2016年 - 2018年）

2017年
- タイムボカン 逆襲の三悪人（2017年 - 2018年）
- アイドルタイムプリパラ（2017年 - 2018年）
- 戦刻ナイトブラッド

2018年
- 美男高校地球防衛部HAPPY KISS!
- CONCEPTION

2019年
- RobiHachi（シリーズ構成）
- 魔入りました!入間くん
- ニンジャボックス（Webアニメ）

2020年
- ミュークルドリーミー（シリーズ構成）
- ハクション大魔王2020（シリーズ構成）
- キラッとプリ☆チャン
- 半妖の夜叉姫

2021年
- チート薬師のスローライフ〜異世界に作ろうドラッグストア〜（シリーズ構成）
- ミュークルドリーミー みっくす!（シリーズ構成）
- 半妖の夜叉姫 弐の章
- MUTEKING THE Dancing HERO

2022年
- ぼのぼの
- シュート!Goal to the Future
- 虫かぶり姫
- うる星やつら（2022年版）（2022年 - 2024年）

2023年
- 夜廻り猫

2024年
- 月刊モー想科学（シリーズ構成・脚本）
- 魔法使いになれなかった女の子の話（シリーズ構成・脚本）
- ニャンちゅうズ

2025年
- 白豚貴族ですが前世の記憶が生えたのでひよこな弟育てます
- キミとアイドルプリキュア♪

### ラジオドラマ脚本
- 青春アドベンチャー不思議屋貿易商〜温泉ショック〜 (2005年、NHK-FM)
- FMシアター「黄泉のカラス」（2011年1月、NHK-FM)

### 舞台 イベント脚本・構成
2005年
- 天才てれびくんMAXスペシャル in NHKホール

〜てれび戦士史上最大の危機〜（NHK教育）
2006年
- 天才てれびくんMAXスペシャル in NHKホール

〜チャイルドスターを救え!未来は僕らのもの〜（NHK教育）
2007年
- のだめオーケストラ クリスマススペシャルコンサート（ル テアトル銀座）
- ライブドラマ2007 『東京等身大』〜生きづらい女たち〜（原宿アストロホール）
- フジテレビお台場冒険王 『のだめクラシック講座』

2008年
- 天才てれびくんMAXスペシャル in NHKホール

〜さよなら生放送〜（NHK教育）
2009年
- おかあさんといっしょファミリーコンサート 〜モノランモノランこんにちは〜（NHKホール）

2010年
- おかあさんといっしょファミリーコンサート 〜モノランモノランとくもの木〜（NHKホール）

2011年
- おかあさんといっしょファミリーコンサート 〜ぽてい島へようこそ!〜（NHKホール）

2021年
- ビットワールド　怪盗おっシャレーズ　（作詞）
- ビットワールドミュージカル　名作くんといっしょ（Eテレ　ビットワールド　生放送）

### 書籍
- ハチミツにはつこい アイ・ラブ・ユー（小学館）
- ハチミツにはつこい ファースト・ラブ（小学館）
- 不思議なフォーチュンクッキー（ポプラ社）
- アンソニー、君がいるから　～盲導犬がはこんでくれたもの～（ポプラ社）
- ジュエルペット ジュエルフェスティバルはおおさわぎ!?（角川つばさ文庫）

### バラエティ・情報番組構成
- おネエMANS（日本テレビ）
- たけしの誰でもピカソ（テレビ東京）
- ワカチュキ（日本テレビ）
- ダウンタウン・セブン（毎日放送）
- 社会の窓（フジテレビ）
- 発酵の里ニッポン（BS松竹東急）
- BSどーもくんワールド（NHKBS-2）…他多数

### その他
- おかあさんといっしょ人形劇　ポコポッテイト
- おかあさんといっしょ人形劇   モノランモノラン
- いないいないばあっ！
- ざわざわ森のがんこちゃん『がんこちゃんの防犯教室』～吸血こうもりがやってきた！～
- おはなしのくに『西遊記』『桃太郎』…他多数（NHK教育）
- やっぱり猫が好き新作2001『要再検査さん』
- Ms.MIDNIGHT（J-WAVE）…他多数